# Buskmjöllav
Buskmjöllav (Leprocaulon microscopicum) är en lavart som först beskrevs av Dominique Villars, och fick sitt nu gällande namn av Helmut Gams. Buskmjöllav ingår i släktet Leprocaulon, klassen Lecanoromycetes, divisionen sporsäcksvampar och riket svampar.  Arten är reproducerande i Sverige. Inga underarter finns listade i Catalogue of Life.